# ساعت ناامیدی
ساعت ناامیدی (به انگلیسی: The Desperate Hour) یک فیلم دلهره‌آور آمریکایی محصول سال ۲۰۲۱ به کارگردانی فیلیپ نویس است. نائومی واتس در این فیلم نقش زنی را بازی می‌کند که پس از اینکه پلیس شهر را به دلیل یک حادثه تیراندازی قرنطینه می‌کند، ناامیدانه برای نجات فرزندش تلاش می‌کند. این فیلم در منطقه نورث بی، انتاریو در سال ۲۰۲۰ فیلمبرداری شد. و برای اولین بار در جشنواره بین‌المللی فیلم تورنتو ۲۰۲۱ به نمایش درآمد. و در ۲۵ فوریه ۲۰۲۲ به اکران عمومی شد.

## داستان
فیلم داستان زندگی زنی را روایت می‌کند که به همراه پسر نوجوانش در شهری کوچک زندگی می‌کنند و سوگوار مرگ همسرش است. پس از وقوع یک تیراندازی در مدرسه محل تحصیل پسرش، او تلاش می‌کند با وجود محدودیت‌های رفت و آمدی که در شهر مقرر شده، در مدت زمان محدودی که دارد پسرش را نجات دهد.